# قبضة نجم الشمال (لعبة فيديو 1987)
قبضة نجم الشمال (بالإنجليزية: Fist of the North Star)، هي لعبة فيديو يابانية، صدرت سنة 1987م، وهي من تطوير شوي سيستم، ومن نشر شركتي توي أنيميشن وتاكسن اليابانيتين، حيث تعمل اللعبة حصراً على منصة نينتندو إنترتينمنت سيستم.